# Bezzia xanthogaster
Bezzia xanthogaster är en tvåvingeart som beskrevs av Jean-Jacques Kieffer 1919. Bezzia xanthogaster ingår i släktet Bezzia och familjen svidknott. Inga underarter finns listade i Catalogue of Life.